# Åsljunga (del)
Åsljunga (del) var före 2015 en av SCB avgränsad och namnsatt småort. Vid 2015 års avgränsning klassades den som en del av tätorten Åsljunga.
| Befolkningsutvecklingen i Åsljunga (del) 1995–2010                         | Befolkningsutvecklingen i Åsljunga (del) 1995–2010 | Befolkningsutvecklingen i Åsljunga (del) 1995–2010 | Befolkningsutvecklingen i Åsljunga (del) 1995–2010 | Befolkningsutvecklingen i Åsljunga (del) 1995–2010 |
| -------------------------------------------------------------------------- | -------------------------------------------------- | -------------------------------------------------- | -------------------------------------------------- | -------------------------------------------------- |
|                                                                            |                                                    |                                                    |                                                    |                                                    |
| År                                                                         |                                                    |                                                    | Folkmängd                                          | Areal (ha)                                         |
| 1995                                                                       | 1995                                               |                                                    | 50                                                 | 18#                                                |
| 2000                                                                       | 2000                                               |                                                    | 57                                                 | 18#                                                |
| 2005                                                                       | 2005                                               |                                                    | 65                                                 | 20#                                                |
| 2010                                                                       | 2010                                               |                                                    | 62                                                 | 20#                                                |
| Anm.: Ny småort 1995, sammanvuxen med tätorten Åsljunga 2015 # Som småort. |                                                    |                                                    |                                                    |                                                    |